# Agenzia del Demanio

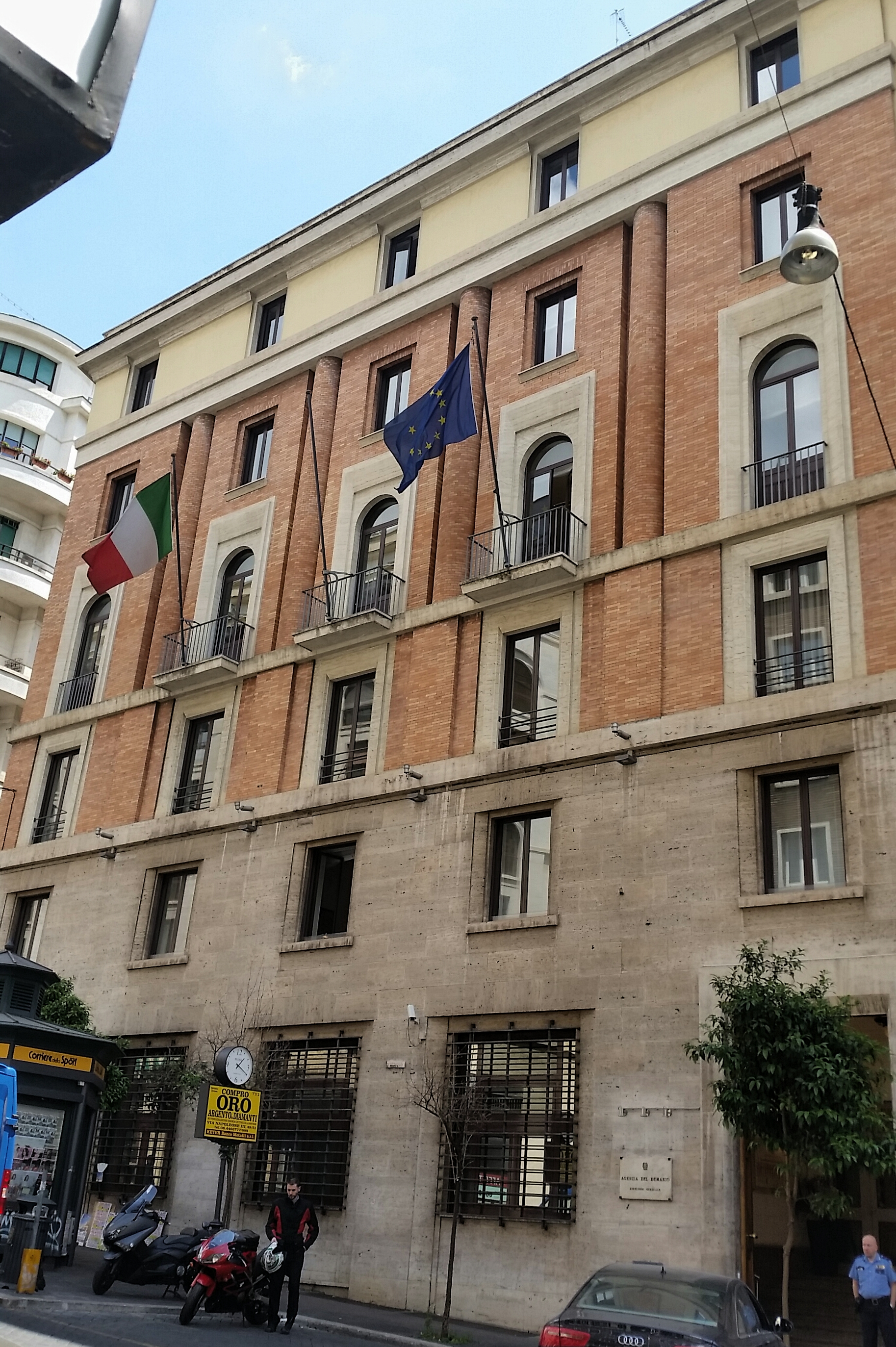
Zentraler Dienstsitz in Rom

Die Agenzia del Demanio (dt. etwa „Immobilienagentur“) ist eine Anstalt des öffentlichen Rechts in Italien. Sie wird beaufsichtigt von der Hauptabteilung für Finanzen  (Dipartimento delle Finanze) des Wirtschafts- und Finanzministeriums in Rom. Hauptaufgabe der Agentur ist die Verwaltung und Verwertung von staatseigenen Liegenschaften und Immobilien nach privatwirtschaftlichen Kriterien.

## Organisation
Dem Vorstand der Agentur unterstehen mehrere Zentralabteilungen, die u. a. für interne Audits, Personal- und Rechtsfragen, organisatorische Angelegenheiten usw. zuständig sind. Der Zentrale in Rom unterstehen 16 regionale Filialen, wobei kleinere Regionen in einigen Fällen von größeren mitverwaltet werden. Einige regionale Niederlassungen haben Außenstellen.

## Geschichte
Die Agentur entstand im Jahr 2001 im Zug einer Gesamtreform der italienischen Ministerialbürokratie. Nach der Zusammenlegung des Finanzministeriums mit dem Haushalts- und Schatzministerium zum neuen Ministerium für Wirtschaft und Finanzen wurde es notwendig, verschiedene administrativ selbständige Behörden im Geschäftsbereich des neuen Ministeriums zu schaffen. Im Jahr 2003 wurde aus der Behörde Agenzia del Demanio eine gleichnamige Anstalt öffentlichen Rechts. Bis 2010 war sie auch zuständig für die Verwaltung und Verwertung von Immobilien krimineller Organisationen (Mafia), die vom Staat beschlagnahmt oder eingezogen werden. Diese Aufgabe übernimmt seit 2010 die neue Agentur ANBSC, die jedoch vom Innenministerium beaufsichtigt wird.